# Mustikkamaa
Mustikkamaa (en français : terre de ls myrtille, en suédois : Blåbärslandet) est une île située à Helsinki, la capitale finlandaise. Pratiquement inhabitée, elle forme avec l'île voisine de Korkeasaari, le quartier de Mustikkamaa–Korkeasaari (officiellement 22 habitants au 1er janvier 2006) et avec l'île résidentielle voisine de Kulosaari elle forme le district de Kulosaari. 
Administrativement, elle correspond au secteur 1902 de la municipalité. Elle est principalement utilisée comme île récréative, avec parc et terrains de sport.

## Étymologie
Les noms finnois et suédois actuels signifient littéralement terre de la myrtille. Cependant, au vu du nom original et inhabituel de l'île, et au vu de la variante historique attestée en suédois Blåbersholmen, plusieurs chercheurs ont suggéré que la forme suédoise (et le nom finnois traduit à partir de là) viendrait en fait d'une déformation de Blåbergsholmen, l'île de la montagne bleue, en référence à la couleur des rochers.

## Géographie
L'île est située dans la partie nord de la baie de Kruunuvuorenselkä, à l'est du centre-ville (2 km de distance de la place du Sénat).
Elle est entourée par les îles de Kulosaari au nord (séparée par le Hopeasalmi, détroit de moins de 100 mètres de large), de Korkeasaari au sud (à un peu plus de 200 mètres de distance, au-delà du détroit de Mustikkamaansalmi) et de l'ancien port de Sörnäinen à l'ouest, à 100 mètres de distance au-delà du Sompasaarensalmi.
D'une superficie de 36 hectares, elle présente une forme allongée, dépassant les 1100 mètres de long pour une largeur n'excédant jamais la moitié de cette valeur. Bien qu'ayant un relief par endroits marqué, l'altitude ne dépasse qu'à un seul endroit les 20 mètres, dans la partie nord-ouest de l'île.
Couverte en grande partie de forêts et de terrains rocailleux, sa rive sud est bordée par une plage.

## Histoire
Située non loin de l'embouchure de la Vantaanjoki, lieu de fondation de la ville d'Helsinki par Gustave Vasa en 1550, elle est donnée à la nouvelle cité par le souverain en compagnie de ses voisines Korkeasaari et Sompasaari. En 1921, elle est aménagée en parc et dévolue aux activités sportives et récréatives, avec construction d'un restaurant d'été, d'un théâtre d'été, de 4 terrains de tennis et l'aménagement d'une plage.

## Accès
Initialement reliée au centre-ville d'Helsinki par bateau, elle est désenclavée par l'inauguration du pont qui la relie à Kulosaari en 1964. 
Un autre pont la relie à Korkeasaari depuis 1973.
Le pont Isoisänsilta de circulation douce, inauguré en 2016 relie Mustikkamaa au nouveau quartier résidentiel Sompasaari de Kalasatama.